# Dera Murad Jamali
Dera Murad Jamali est une ville du Pakistan, située dans le district de Nasirabad au Baloutchistan.
Sa population était de 96 591 habitants en 2017. Selon le recensement de 2023, la population de la ville monte à 106 952 habitants.
La ville est particulièrement diverse, puisqu'elle comprend quatre communautés linguistiques différentes. Un tiers de la population parle sindhi, tandis que la province du Sind est située à proximité. Un quart parle baloutchi et 18 % brahoui, tandis qu'environ 22 % sont locuteurs du saraiki.
Essentiellement musulmane, la ville inclut une petite communauté hindoue de près de 1 600 fidèles.
Le taux d'alphabétisation de la ville s'élève à 48 % en 2023 (contre une moyenne nationale de 61 % et provinciale de 42 %), dont 62 % pour les hommes et 35 % pour les femmes.